# Pronephrium manuselense
Pronephrium manuselense är en kärrbräkenväxtart som beskrevs av Kato. Pronephrium manuselense ingår i släktet Pronephrium och familjen Thelypteridaceae. Inga underarter finns listade.